# Kasteelboerderij van Heuseux
De kasteelboerderij van Heuseux is een boerderij die bij het Kasteel van Heuseux hoort, en gelegen is in het tot de Belgische gemeente Soumagne behorende dorp Heuseux, gelegen aan de Rue de l'Institut 6.
Het betreft twee parallelle bakstenen gebouwen die aan de zuidzijde zijn verbonden door een poortgebouw van 1726. Aan de noordzijde wordt de aldus ontstane binnenplaats afgesloten door een muurtje, waarin zich een hek bevindt.
De rechtervleugel bevat een woongedeelte, een schuur en een stal. Links van het woongedeelte is een rond torentje aangebouwd dat uit de 16e eeuw stamt.
De linkervleugel bestaat uit schuren en stallen. Aan de achterzijde van deze vleugel bevindt zich een ronde toren die niet meer van een spits is voorzien doch een plat dak heeft.
Aan de achterzijde van beide vleugels zijn recentere bijgebouwtjes toegevoegd.